# Scream if You Wanna Go Faster
Scream if You Wanna Go Faster е вторият студиен албум на английската певица Джери Халиуел, издаден през 2001 година. Албумът успява да достигне пето място във Великобритания.

## Списък с песните

### Оригинален траклист
1. „Scream If You Wanna Go Faster“ – 3:38
2. „Shake Your Bootie Cutie“ – 4:02
3. „Calling“ – 4:25
4. „Feels Like Sex“ – 3:24
5. „Circles Around the Moon“ – 3:59
6. „Love is the Only Light“ – 3:26
7. „Strength of a Woman“ – 4:03
8. „Don't Call Me Baby“ – 3:42
9. „Lovey Dovey Stuff“ – 3:39
10. „It's Raining Men“ – 4:18
11. „Heaven and Hell (Being Geri Halliwell)“ – 3:31
12. „I Was Made That Way“ – 4:47

### Японско издание
1. „Brave New World“ – 4:10